# Raffaele Sacco
Raffaele Sacco, né le 14 août 1787 à Naples et mort le 20 janvier 1872, est un poète et écrivain italien, connu pour être probablement l'auteur des vers de la célèbre chanson napolitaine Te voglio bene assaje, mais aussi pour son activité d'inventeur d'instruments optiques,.

## Biographie
Raffaele Sacco a été un enfant précoce remarqué pour sa mémoire lui permettant de réciter des poèmes. Jeune, il s'adonne déjà à l'étude de l'optique.
Il ouvre un magasin d'instruments optiques dans le centre de Naples. Il invente ensuite un « aléthoscope » (aletoscopio"), un instrument qui permet de vérifier l'authenticité des timbres légaux.
Poète et habile improvisateur de vers, on lui attribue la composition des vers de la célèbre chanson napolitaine Te voglio bene assaje (nap), sans doute mise en musique par Filippo Campanella, bien qu'une longue tradition en a attribué la mélodie à Gaetano Donizetti.

## Hommages
Sur la façade du magasin d'optique napolitain de via Capitelli où les descendants de Rafaelle Sacco travaillent encore, a été apposée une plaque de marbre avec le texte : « Raffaele Sacco, opticien, poète, savant, universitaire, inventeur, avec le chant de Te voglio bene assaje, la première chanson qui, avec les mélodies de Gaetano Donizetti en 1835, en exaltant l'esprit populaire, fit de la traditionnelle Piedigrotta la fête lyrique napolitaine qui fascine le monde, a porté la joie à cette boutique qu'il chérissait ».